# Anne or Beast?
«Anne or Beast?» (conocido en Hispanoamérica como ¿Anne o la bestia? y en España como ¿Anne o bestia?) es el primer segmento del primer episodio de la serie animada de Disney Channel, Amphibia. El episodio fue escrito por Matt Braly y Jack Ferraiolo y dirigido por Bert Youn. En el episodio, una rana rosa llamada Sprig Plantar intenta capturar a una misteriosa bestia para demostrar que él puede ser responsable, solo para ser atrapado por una adolescente humana llamada Anne Boonchuy.
El episodio se estrenó en Disney Channel el 17 de junio de 2019 con fuertes críticas positivas. El episodio obtuvo 0,39 millones de espectadores cuando se estrenó.

## Trama
Fuera de la ciudad de Wartwood, un nativo loco llamado Wally el Tuerto sale de un pub y es "atacado" por una extraña criatura. Mientras tanto, los Plantar, que consisten en el abuelo Hop Pop, Sprig de 10 años y su hermana menor renacuajo Polly, vienen a la ciudad para ir de compras. Hop Pop pone a Polly a cargo de vigilar el carro en vez de Sprig, debido a que «ayer fue un mal día». Wally ileso corre hacia la ciudad delirando y despotricando sobre una criatura con características inusuales, que supuestamente estaba tratando de comérselo. La gente del pueblo anfibio está alborotada por la supuesta bestia. Como el alcalde Toadstool promete que se hará algo al respecto, Sprig decide que será él quien capture a la criatura para poder recuperar la confianza de Hop Pop. Él soborna a Polly con dulces, quien acepta y Sprig salta al bosque.
Sprig comienza su búsqueda, sólo para ser atrapado de inmediato por la bestia, que se revela como una humana tailandesa-estadounidense llamada Anne Boonchuy, que ha estado viviendo en el bosque durante una semana. Ella rescata a Sprig de una mantis religiosa gigante y comienzan a aprender unos de otros. Anne vino de su mundo y se encontró en Amphibia por medios desconocidos. Sprig simpatiza con ella y quiere ayudarla. Mientras tanto, de vuelta en la ciudad, justo cuando el alcalde Toadstool está convirtiendo a la gente del pueblo en una multitud furiosa para cazar a la bestia, Hop Pop se entera de que Sprig no está y lleva a Polly al bosque para "rescatarlo". Todos alcanzan y atan a Anne, sólo para que la mantis religiosa, así como una más grande, lleguen y comiencen a atacar a las ranas. Sprig y Anne se unen y derrotan a la mantis. Luego Sprig les dice a todos que Anne solo está tratando de volver a casa y que deberían ayudarla. Si bien hay aprensión, Hop Pop accede a acogerla.
Anne quiere irse de inmediato, pero Hop Pop le informa que no podrá debido a que el área circundante está cubierta de montañas congeladas durante la temporada, y que tendrá que esperar un par de meses. Mientras tanto, tendrá que dormir con los Plantar en su sótano. Después de que Sprig le dice buenas noches a Anne, saca una caja de música y la abre, pero no pasa nada. Anne suspira, y solemnemente dice para sí misma «Parece que voy a estar aquí por un tiempo».

## Producción y lanzamiento
El episodio fue dirigido por Bert Youn, escrito por el creador del programa, Matt Braly, y el editor de historias Jack Ferraiolo; y guion gráfico de Youn, Kyler Spears y Yonatan Tal. El 26 de abril de 2019, antes del Disney FanFest del episodio, se lanzó un video musical para una versión vocal del tema de apertura titulado «Welcome to Amphibia» interpretado por Celica Gray Westbrook y un clip de dos minutos durante una transmisión en vivo. Originalmente se planeó para ser utilizado como el tema principal del programa.
El 14 de mayo de 2019, Disney Channel lanzó el avance, y la versión final de la introducción de la serie se lanzó 3 días después, y finalmente el episodio se lanzó el 14 de junio en Youtube y DisneyNOW y tres días después en Disney Channel.

## Recepción
Dave Trumbore de Collider dio tanto a «Anne or Beast?» y «Best Fronds» una calificación de 4 estrellas, sintiendo que «[sirvieron] como una gran introducción a la serie». Emily Ashby de Common Sense Media calificó el episodio con un 4/5 diciendo que «La amistad es clave en una animación divertida con sustos leves». R.D. Burbank de Laughing Place dijo acerca del episodio que «es inteligente y divertido, con muchos chistes para hacer reír a los niños y suficiente contenido aterrador para llamar su atención».